# Nikolai Borissowitsch Alexejew
Nikolai Borissowitsch Alexejew (russisch Николай Борисович Алексеев; * 1912; † 1984) war ein sowjetischer Diplomat.

## Leben
Alexejew studierte bis 1940 an einer Universität in Moskau. Von 1943 bis 1947 wurde er an der Mission der Sowjetunion in Kolumbien beschäftigt. Von 1947 bis 1949 arbeitete er im Außenministerium in Moskau. 1949 wurde er nach Montevideo versetzt, wo er von August 1952 bis 1954 als Geschäftsträger fungierte. Von 1954 bis 1959 wurde er abermals im Außenministerium in Moskau beschäftigt. 1959 war er Mitglied der sowjetischen Delegation beim UN-Hauptquartier in New York City. Vom 10. November 1959 bis zum 5. April 1966 war er außerordentlicher und bevollmächtigter Botschafter der UdSSR in Buenos Aires, Argentinien.
Nach dem Erdbeben von Valdivia 1960 bot Alexejew in Santiago de Chile Gespräche über eine Wiederaufnahme der diplomatischen Beziehungen sowie Kredite für die Erdölförderung und den Bergbau an.
Vom 5. April 1966 bis 1968 arbeitete er erneut im Außenministerium in Moskau. Von 1968 bis 1971 war er außerordentlicher und bevollmächtigter Botschafter der UdSSR in Santiago de Chile. Von 1971 bis 1974 wurde er wieder im Außenministerium in Moskau beschäftigt, wo er von 1974 bis 1980 eine Unterabteilung in der Abteilung Lateinamerika und von 1980 bis 1981 die Abteilung Lateinamerika leitete.
Nikolai Alexejew war Mitglied der KPdSU.